# Nat Pendleton

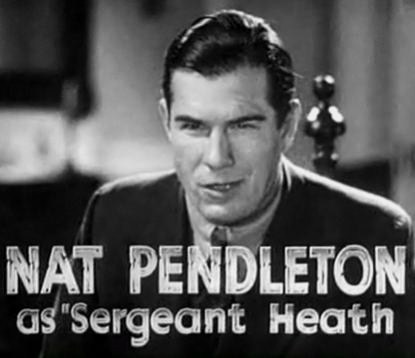
Nat Pendleton, 1936

Nathaniel „Nat“ Greene Pendleton (* 9. August 1895 in Davenport, Iowa; † 11. Oktober 1967 in San Diego) war ein US-amerikanischer Ringer sowie Schauspieler. Er gewann die Silbermedaille bei den Olympischen Spielen 1920 in Antwerpen im freien Stil im Schwergewicht, nach Ende seiner Sportlerkarriere wurde er erfolgreicher Nebendarsteller in über 100 Hollywood-Filmen.

## Leben
Nat Pendleton war der Sohn eines Farmers aus Iowa. Kurz nach seiner Geburt zog seine Familie zunächst nach Cincinnati, Ohio und wenig später nach New York City. In New York begann Nat mit dem Ringen. Dank seiner Figur wurde er bald ein guter Schwergewichtler, der den freien Stil bevorzugte.
In New York besuchte Nat die Columbia University und wurde Mitglied des New York Athletic Club. 1914 und 1915 gewann er die Meisterschaft der an der amerikanischen Ostküste liegenden Staaten (Eastern Championships) und wurde 1916 USA-Meister der Amateur Athleten Union (AAU) im freien Stil im Schwergewicht.
Im Jahre 1920 nahm er an den Olympischen Spielen in Antwerpen teil. Er startete zuerst in dem für ihn ungewohnten griechisch-römischen Stil im Halbschwergewicht und schied nach einer Niederlage gegen den Dänen Johannes Erikssen nach der 1. Runde aus. Im freien Stil trat er im Schwergewicht an. Er besiegte den Finnen Sven Mattsson nach Punkten und schulterte im nächsten Kampf den Schweden Ernst Nilsson. Im Endkampf um die Goldmedaille unterlag er dann dem Schweizer Schwingerkönig Robert Roth umstritten nach Punkten und gewann die Silbermedaille. Nach seiner Rückkehr in die Vereinigten Staaten wurde Nat Pendleton Profi-Wrestler. Er übte diesen Sport sieben Jahre lang aus.
1924 begann er in Hollywood auch eine Filmkarriere. Nachdem seine frühen Rollen meist kleiner Natur waren, konnte sich Pendleton Anfang der 1930er-Jahre mit Auftritten wie im Marx-Brothers-Film Blühender Blödsinn – wo er als Football-Spieler die berühmten Komiker kidnappt – als Nebendarsteller etablieren. Meist verkörperte Pendleton betont maskuline und muskulöse Rollen als Gangster, Handlanger, Sportler oder Polizist. Das geistige Fassungsvermögen vieler seiner Figuren war dabei eher beschränkt. Im Jahre 1936 verkörperte er in der oscarprämierten Filmbiografie Der große Ziegfeld den berühmten Kraftathleten und Bodybuilder Eugen Sandow. Weitere Auftritte hatte er unter anderem in der Kriminalkomödie Der dünne Mann (1934) mit William Powell sowie in Drunter und drüber (1939) neben James Stewart und Claudette Colbert. In den 1940er-Jahren spielte er den Krankenwagenfahrer Joe Wayman in der Dr.-Kildare-Filmreihe. 
1947 drehte er seinen letzten von über 110 Filmen, die Militärkomödie Zwei trübe Tassen mit Abbott und Costello. Er starb 1967 im Alter von 72 Jahren nach einem Herzinfarkt.

## Internationale Erfolge
- 1920: 12. Platz, Olympische Spiele in Antwerpen, Ringen, griechisch-römischer Stil, Halbschwergewicht (bis 82,5 kg Körpergewicht), nach einer Niederlage gegen Johannes Eriksson, Dänemark;
- 1920: Silbermedaille, Olympische Spiele in Antwerpen, Ringen, freier Stil, Schwergewicht (über 82,5 kg Körpergewicht), mit Siegen über Sven Mattsson, Finnland und Ernst Nilsson, Schweden und einer Niederlage gegen Robert Roth, Schweiz

## Filmografie (Auswahl)
- 1924: The Hoosier Schoolmaster
- 1924: Monsieur Beaucaire, der königliche Barbier (Monsieur Beaucaire)
- 1930: The Big Pond
- 1930: The Sea Wolf
- 1931: Unter der See (Seas Beneath)
- 1931: The Star Witness
- 1931: Blonde Crazy
- 1932: Der Henker von New York (Attorney for the Defense)
- 1932: Frisco-Express führerlos (By Whose Hand?)
- 1932: Blühender Blödsinn (Horse Feathers)
- 1932: Das Rätsel einer Nacht (The Night Club Lady)
- 1932: Im Zeichen des Kreuzes (The Sign of the Cross)
- 1932: Ring frei für die Liebe (Flesh)
- 1933: Die weiße Schwester (The White Sister)
- 1933: Baby Face
- 1933: Lady für einen Tag (Lady for a Day)
- 1933: Ich bin kein Engel (I’m No Angel)
- 1934: Zwei Herzen auf der Flucht (Fugitive Lovers)
- 1934: Manhattan Melodrama
- 1934: Der dünne Mann (The Thin Man)
- 1934: Harold Lloyd, der Strohmann (The Cat’s-Paw)
- 1934: Millionäre bevorzugt (The Girl from Missouri)
- 1935: Die öffentliche Meinung (Reckless)
- 1936: Der große Ziegfeld (The Great Ziegfeld)
- 1938: Swing Your Lady
- 1938: Mord, wie er im Buche steht (Fast Company)
- 1938: Engel aus zweiter Hand (The Shopworn Angel)
- 1938: Schnelle Fäuste (The Crowd Roars)
- 1938: Dr. Kildare: Sein erster Fall (Young Dr. Kildare)
- 1939: Dr. Kildare: Unter Verdacht (Calling Dr. Kildare)
- 1939: Drunter und drüber (It’s a Wonderful World)
- 1939: Dünner Mann, 3. Fall (Another Thin Man)
- 1939: On Borrowed Time
- 1939: Die Marx Brothers im Zirkus (At the Circus)
- 1939: Dr. Kildare: Das Geheimnis (The Secret of Dr. Kildare)
- 1940: Nordwest-Passage (Northwest Passage)
- 1940: Dr. Kildare: Auf Messers Schneide (Dr. Kildare’s Strange Case)
- 1940: New Moon
- 1940: Dr. Kildare: Die Heimkehr (Dr. Kildare Goes Home)
- 1940: Dr. Kildare: Verhängnisvolle Diagnose (Dr. Kildare’s Crisis)
- 1940: Flight Command
- 1941: Buck Privates
- 1942: Calling Dr. Gillespie
- 1942: Dr. Gillespie’s New Assistant
- 1943: Dr. Gillespie’s Criminal Case
- 1946: Scared to Death
- 1947: Zwei trübe Tassen – vom Militär entlassen (Buck Privates Come Home)
- 1956: Schlitz Playhouse of Stars (Fernsehserie, Folge 6x14)